# Puteševica
Puteševica je naseljeno mjesto u općini Grude, Federacija BiH, BiH. Naselje se nalazi na 420 m n. m., a čine ga zaseoci Kapina, Seline, Vranješi i Ivandići.
Naselje ima seosko groblje koje se nalazi na brdu Otarištu (lokalno ime: Tarišće) visoku 479 m, koje je ime dobilo po kamenu pri vrhu brda koji je u turska vremena služio kao oltar. Groblje je izgrađeno 1905. godine, ima kapelicu i mrtvačnicu, a prigodne mise slave se na Sve svete i u mjesecu svibnju za blagoslov polja.
Puteševačka crkva posvećena svetom Josipu započela se graditi 1989. godine. U tlocrtu ima oblik križa, dimenzija 19 m s 13 m, a zvonik je visok 9 m. Crkva je blagoslovljena 1994. godine, a gradnju su novčano pomogli mještani, župni ured i inozemni dobročinitelji. Naselje se nalazi u sastavu župe Tihaljine.
Puteševica je povezana 2011. makadamskim putom sa selom Jabukom s kojim dijeli mjesnu zajednicu. S puta se vidi Vučji dolac, udolina koja se nalazi oko 80 m ispod prosječne nadmorske visine puteševačkog kraja.
Vodovod je u naselju građen od 2001. do 2004. godine, a javna rasvjeta postavljena je u proljeće 2014. godine.
Stanovništvo čine u potpunosti Hrvati, a 2014. godine naselje je imalo 84 stanovnika prosječne dobi od 43 godine i spolne razdiobe od 43 žene i 41 muškarca.

## Stanovništvo

### 1991.
Nacionalni sastav stanovništva 1991. godine, bio je sljedeći:
ukupno: 134
- Hrvati - 133
- ostali, neopredijeljeni i nepoznato - 1

### 2013.
Nacionalni sastav stanovništva 2013. godine, bio je sljedeći:
ukupno: 117
- Hrvati - 117